# Кузнецкая крепость
Кузне́цкая крепость — крепость, опорный пункт Сибирской линии в верховьях реки Томь, сейчас памятник истории и архитектуры федерального значения, находится в Кузнецком районе города Новокузнецка Кемеровской области.
Каменная крепость на Вознесенской горе построена в городе Кузнецке в 1800—1820 годах по распоряжению императора Павла I, как часть Сибирской линии для защиты Южной Сибири от китайской угрозы, в другом источнике указано что Кузнецкая линия была построена при Екатерине II, в 1768 году для обеспечения наших западно-сибирские владении от набегов джунгарцев, киргиз-кайсаков и других кочевников. Ни разу с момента постройки не участвовала в военных действиях. Упразднена как военная крепость в 1846 году, в другом источнике указано что в 1819 году Кузне́цкая крепость была исключена из числа штатных и передана в кордонное управление. Ныне в крепости музей. Изображение крепости используется как эмблема некоторыми организациями Новокузнецка, в частности, газетой «Кузнецкий рабочий». На территории Кузнецкой крепости в 1998 году обнаружены самые древние культурные погребения в Кузбассе. Захоронения людей с лошадьми датируются первыми веками нашей эры.

## История
Первая постоянная Кузнецкая крепость (укрепление, острог) была основана в апреле 1618 года. Точное местоположение этого русского стационарного укрепления не установлено. Известно, что оно находилось «на усть Кондобы реки», что может означать (а) непосредственно на устье реки или (б) напротив устья реки. В Ремезовской летописи имеется важное уточнение — острог поставлен на устье реки Брязы (ныне Казачья Грязь), расположенном почти перпендикулярно напротив устья Кондомы. Следовательно, он находился где-то на берегу протоки Иванцевской-Казачьей между современным устьем Брязы и её вероятным историческим устьем к северу в двух километрах на южном краю более высокой, чем берег протоки второй террасы, именуемой старожилами «Нагорьем».
В 1623—1624 годах местоположение острога могло сдвинуться к северу вглубь террасы ближе к устью протоки Иванцевской. Известно, что в эти годы размеры острога увеличились в четыре раза. Одновременно внутри нежилого острога появились военно-административные, хозяйственные сооружения и деревянная Спасская церковь (позже Спасопреображенский собор), освященная в период соответствующего религиозного праздника в августе 1623 года. Воеводы Кузнецкого острога изначально назначались из Москвы. Первыми официальными воеводами, судя по документам Разрядного приказа, стали Т. Боборыкин и О. Аничков, назначенные в 1617 году (до сооружения острога). В 1618—1619 годах в остроге состояли «приказчики» А. Харламов и Б. Карташев соответственно. Воевода Т. Боборыкин прибыл к месту службы весной 1620 года во главе отряда 50 человек томских годовальщиков. За короткий срок (менее двух лет) он дополнительно укрепил острог, отстоял административную независимость нового Кузнецкого уезда от посягательств томских властей, завел первую пашню. С 1629 года Кузнецкий острог номинально входит в состав Томского разряда, хотя фактически кузнецкие воеводы продолжали напрямую подчиняться Тобольску, а по «большим делам» Москве. Официально Кузнецкий острог стал городом в 1689 году. Внешний вид Кузнецкого острога можно представить на основании чертежа С. Ремезова. Оригинал этого чертежа датируется не позднее 1675 года. На нём изображена деревянная двучленная крепость с 8 башнями — (а) внутренний «острог» или «замок» по терминологии конца XVII — начала XVIII веков; (б). внешний «город». Замок и город окружены зигзагообразной оборонительной стеной типа «острог».
Кузнецкий острог строили томские, тюменские и верхотурские служилые люди во главе с татарским головой О. Кокоревым, казачьим головой Молчаном Лавровым, сынами боярскими Баженом Карташевым и Eвстафием Харламовым. Кроме сооружения крепости, они имели приказ о «приведении под высокую государеву руку» окрестных туземцев. Речь идет об изживании последствий «шатости» 1614—1616 годов, когда кузнецкие ясачные волости отказались от выплаты ясака и примкнули к военной коалиции во главе с енисейскими кыргызами и ойратами, которые атаковали Томск.
В XVII и XVIII веке укреплённый город Кузнецк неоднократно подвергался нападениям окрестных племён. Согласно одной из легенд, при нападении в 1764 году на город, пушки на неприятеля наводил 12-летний мальчик.
В конце XVIII в. город Кузнецк оставался важным опорным пунктом на восточном фланге пограничной линейной системы от Каспия до Алтая. Для модернизации кузнецких укреплений командующий Сибирским корпусом генерал-поручик Густав Штрандман разработал проект, который заключался в сооружении двух земляных крепостей бастионного начертания. В апреле 1798 году император Павел I этот проект утвердил. В 1799 году год одно укрепление (так называемая «Болотная цитадель») у подошвы Вознесенской горы уже построено. На самой горе строительство уникального инженерно-фортификационного сооружения началось только в 1800 году.
В 1806 году сформирована система оборонительных рвов и валов. Из построек, существовавших ранее на территории строительства крепости, была сохранена только деревянная часовня Вознесения. Постройка крепости производилась арестантами и вольнонаемными подрядчиками. При возведении крепости были учтены новейшие достижения военно-крепостного искусства Западной Европы XVIII столетия.
В 1818 году на вооружении Кузнецкой крепости состояло 18 орудий, а в 1819 году крепость была исключена из числа штатных и передана в кордонное управление.
Строительство Кузнецкой крепости было завершено в 1820 году.
К концу 1830-х годов крепость оказалась не нужной, начался постепенный вывод военных подразделений с её территории. В 1846 году крепость сняли с баланса Военного Министерства и передали Алтайскому горному ведомству. В крепости несколько раз производились перестройки внутренних зданий, часть из них была продана на слом. В 1860-х гг. в одном из переделанных зданий крепости проживали холостые нижние чины Кузнецкой инвалидной команды.
В 1870 году в крепости была организована Кузнецкая тюрьма Томской губернии для уголовных преступников. Она получила название «Кузнецкий тюремный замок».
В 1872 году начался слом и перестройка проездной подзорной башни Кузнецкой крепости для сооружения на основании её нижнего этажа надвратной церкви Св. Ильи Пророка для нужд тюрьмы. Сооружена на средства томского купца Якова Ивановича Петрова-Родионова, освящена в 1876 г., была приписана к собору. Внешне была выделена декоративным луковичным куполом и звонницей. В 1877 году была разобрана обветшавшая Вознесенская часовня и, в том же году, рядом отстроена новая одноэтажная деревянная часовня на бутовом фундаменте, также освященная в день Вознесения.
В 1919 году строения Кузнецкого тюремного замка были сожжены красными партизанами во время нападения на город. Церковь Илии Пророка при тюрьме сгорела полностью и долго пустовала. В 1920-е гг. была разрушена Вознесенская часовня, памятный крест из неё до 1934 года хранился в Спасо-Преображенском соборе, фрагмент которого в настоящее время находится в Новокузнецком краеведческом музее. До конца 1940-х годов продолжались систематические разборки каменных зданий крепости для нужд местного строительства.

### Реставрация
На протяжении всех лет существования советской власти о крепости мало кто заботился. 30 июня 1960 года Кузнецкой крепости присвоен статус памятника республиканского значения, после этого было создано несколько проектов реставрации крепостных руин. В конце 1970-х гг. была восстановлена гауптвахта.
В 1991 году в Новокузнецке был образован историко-архитектурный музей «Кузнецкая крепость». 31 октября 1997 года гауптвахта сгорела.
В 1998 году к 380-летию Новокузнецка было проведено крупномасштабное строительство на Барнаульской башне и примыкающих к ней полубастионах. Современный вид Барнаульской башни отличается от вида 1934 года, в частности, отсутствуют купола и кресты, так как был восстановлен её первоначальный облик. На прежнем месте была построена солдатская казарма. Были изготовлены крепостные пушки и мортиры специалистами ЗСМК.
В 2008 году к 390-летию Новокузнецка было воссоздано ещё одно сооружение — обер-офицерский дом. Кроме этого в валах крепости воссозданы каменные сортии.
В 2008 году к 390-летию Новокузнецка администрация города, одноименная муниципальная газета и телекомпания «ТВН» объявили городской конкурс «7 чудес Новокузнецка». По результатам голосования главным символом Новокузнецка признана Кузнецкая крепость.
В 2011 году приобретает статус музея-заповедника.
В 2013 году в музее «Кузнецкая крепость» появилась постоянная экспозиция уникальных украшений из золота и серебра.
За 2021 год музей посетили 152024 человек.

## Архитектура и описание
Крепость состояла из трех частей:
- укрепления Вознесенского, имело форму как бы стрелы; северо-восточный фронтальный, с двумя в исходящих частях полубастионами, от коих валы шли, сближаясь, к юго-западу и замыкались полубастионом; в валах изломы — флеши; рвы сухие с каменными эскарпами; северо-восточная часть укрепления была окружена гласисом с прикрепостным путём; саженей в 200 к югу от оконечности укрепления был расположен долговременный, с каменными эскарпами, редут Нижне-Томский, соединявшийся с Вознесенским укреплением валом с изломом, в виде флеши; затем, от редута к середине укрепления, в общем параллельно валам, шла каменная оборонительная стенка;
- цитадели — 4-угольный вал бастионного начертания, усиленный на северо-востоке горнверком, рвы сухие, широкие; общий гласис с прикрепостным путём, выход из цитадели прикрыт люнетом;
- провиантского городка, состоял из восьми приспособленных к обороне каменных магазинов, взаимно соединенных каменными оборонительными стенками[1]

Современная площадь крепости составляет около 20 га. По периметру крепости, имеющей форму вытянутого прямоугольника, укрепления состоят из земляного вала с реданами, с внутренней стороны реданов насыпаны аппарели для подъема орудий. На углах крепости устроены полубастионы, два из них (Томский и Кузнецкий) облицованы плитами песчаника. В промежутке между каменными полубастионами сооружена кирпичная трехэтажная проездная подзорная башня, к этой башне выходила дорога на Барнаул.
Внутри крепости располагалось восемь каменных зданий и одно деревянное:
1. Гауптвахта
2. Пороховой погреб
3. Солдатская казарма
4. Обер-офицерский дом
5. Солдатская кухня
6. Штаб-офицерский дом
7. Цейхгауз
8. Барнаульская проездная башня
9. Деревянный покой для хранения огнегасительных машин

В 1919 году две крепостные пушки красные партизаны вывезли для использования при штурме села Тогул Алтайского края. Одна из них установлена у памятника партизанам в этом селе, другая будто бы утонула при переправе через р. Чумыш. В настоящее время 4 из бывших крепостных пушек стоят возле краеведческого музея Новокузнецка, а две — возле музея в городе Кемерово. Предположительно, ещё одна пушка хранится в Новосибирском краеведческом музее.
- Юго-восточный угол
- Панорама музейного зала
- Крепостные мортиры
- Панорама внутри
- Надвратная церковь
- Офицерская казарма

## Музей
Основан 28 декабря 1991 года. Музей подчиняется областному департаменту культуры. Вне территории крепости музею подчинен объект — Дом купца Фонарёва (с 1991 по 1998 — единственное помещение музея). Организатор выпуска периодического историко-краеведческого сборника «Кузнецкая старина».
Руководство
- директор: Костюченко Юлия Владимировна
- гл. хранитель: Вертышева Елена Викторовна
- зам. директора по научной работе: Ширин Юрий Викторович

Время работы: понедельник-пятница с 9.00 до 17.00, суббота-воскресенье с 10.00 до 17.00.